# Стори, Маргарет Гамильтон
Маргарет Гамильтон Стори (1900—1960) — американский музейный куратор, герпетолог и ихтиолог. Первой описала вид угрей Bascanichthys paulensis. Долгое время также являлась единственной женщиной-трэктаймером в Amateur Athletic Union. В её честь назван вид геккона Sphaerodactylus storeyae.

## Биография
Родилась в интеллигентной семье. Её отец основал медицинскую школу в Стэнфорде. После университета стала работать, достигнув должности куратора музея и библиотекаря зоологической литературы. Редактировала Stanford Ichthyological Bulletin и Occasional Papers. В музее Маргарет в итоге проработала более 25 лет. Весьма плодотворным оказалось её сотрудничество с Джорджем Майерсом.

## Публикации
- Storey, Margaret. The Relation Between Normal Range and Mortality of Fishes due to Cold at Sanibel Island, Florida (англ.) // Ecology : journal. — 1937. — Vol. 18, no. 1. — P. 10—26. — doi:10.2307/1932700. — JSTOR 1932700.
- Storey, Margaret. Contributions toward a revision of the Ophichthyid eels. 1, The genera Callechelys and Bascanichthys, with descriptions of new species and notes on Myrichthys (англ.) // Stanford Ichthyological Bulletin : journal. — 1939. — Vol. 1, no. 3.